# European Union of the Deaf Youth
L'European Union of the Deaf Youth (Unione Europea dei Giovani Sordi, in lingua italiana), è un'organizzazione non governativa parallela dell'Unione europea della Comunità sorda giovanile.

## Storia
Fondata nel 1992 l'EYDC (European Youth Deaf Council), che dal 1996 ha cambiato la denominazione che è l'attuale.
Oggi conta 26 membri che appartengono alle nazioni europee e la sede è a Bruxelles.

## Membri
| Nazione | Anno | Organizzazione                  |
| ------- | ---- | ------------------------------- |
|         | 1994 | Comitato Giovani Sordi Italiani |

## Presidenti
- 2017 - in carica: Timothy Rowies